# La Luz del Mundo

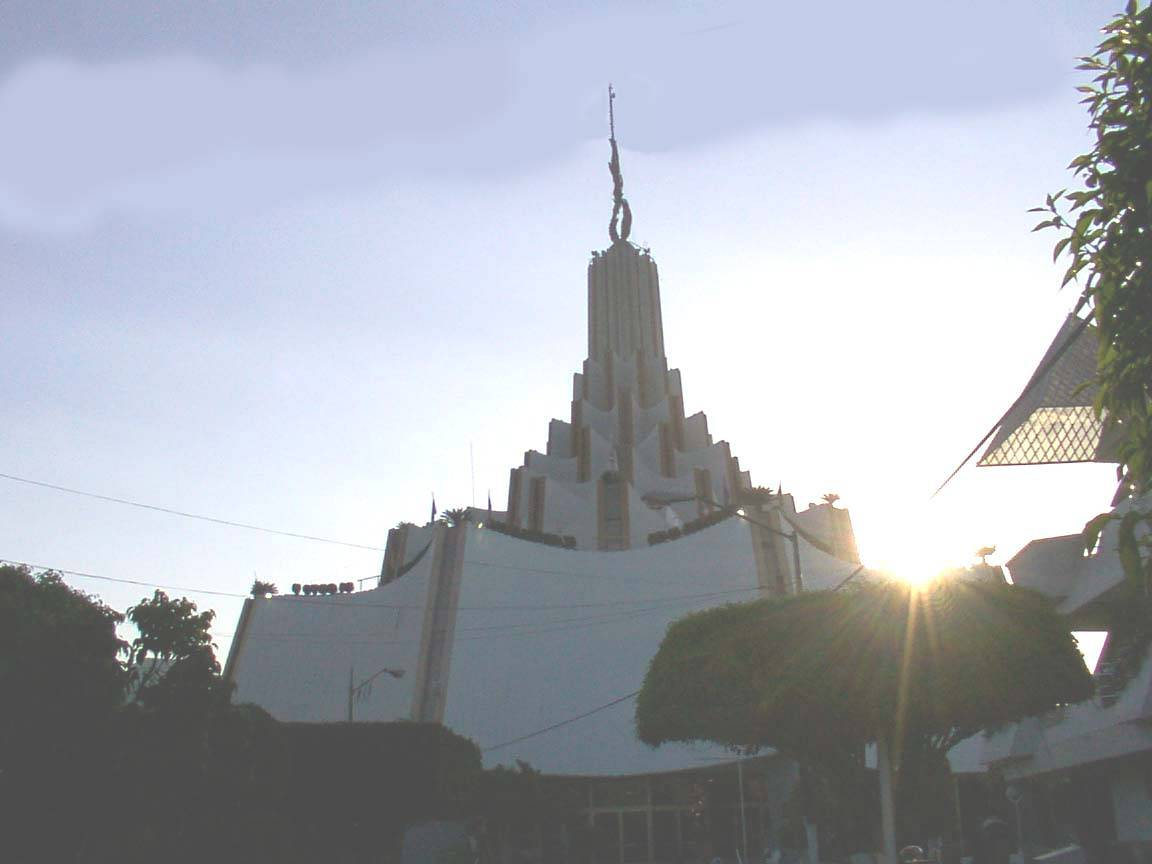
Kościół w Guadalajarze o piramidalnej strukturze, do którego uczęszcza 11 tysięcy wyznawców

Stopień rozprzestrzenienia kościoła w Meksyku według INEGI (2010).

La Luz del Mundo (światło świata) – denominacja z siedzibą w Guadalajarze. Kościół ma pentekostalny rodowód i jest dziełem charyzmatycznego przywódcy: Eusebio Joaquín Gonzalez, znanego jako „Aaron Apostoł”, który założył kościół w 1926 roku. Od roku 1964 kościołem dowodzi jego syn Samuel Joaquín Flores, znany jako "sługa Boży". Wedle oficjalnych danych kościoła, liczy on ponad 5 milionów wyznawców, z czego 1,5 miliona w mieście Meksyk, jednak według zewnętrznych źródeł ma mniej niż 1 milion. Kościół nie uznaje Trójcy, w związku z czym nie można go zaliczyć do kościołów protestanckich.
Na gruncie teologicznym reprezentuje chrześcijański fundamentalizm.